# Marcel Delaunay
Pour les articles homonymes, voir Delaunay.
Marcel Delaunay, né le 2 juillet 1876 à Rouen et mort le 17 juillet 1959 à Tourville-la-Campagne, est un peintre de l'École de Rouen.

## Biographie
Marcel Delaunay effectue son service militaire en 1897-1898. Il est mobilisé au 21e régiment d'infanterie territoriale pendant la Première Guerre mondiale.
Il est président-fondateur de la Société des artistes rouennais et président-fondateur des Amis des monuments et des sites de l'Eure de 1927 à sa mort.
Un square porte son nom à Évreux.

## Distinctions
- Médaille commémorative de la guerre 1914–1918
- Médaille interalliée de la Victoire
- Officier d'académie (1921)[4].
- Chevalier de la Légion d'honneur (décret du 13 août 1947)[5]. Il est fait chevalier par Louis Simon le 28 septembre 1947.

## Œuvres
- Bouquet de chrysanthèmes, 1931, Musée Alfred-Canel, Pont-Audemer